# Trichocomaceae
Trichocomaceae este o familie de fungi din ordinul Eurotiales. Reprezentanții acestei familii organisme saprofite ușor adaptabile la condiții extreme de mediu, cu răspândire largă, în sol, și frecvent asociați materiei în curs de descompunere. Cele mai cunoscute genuri sunt Penicillium și Aspergillus. S-a propus ca această familie să fie divizată în familiile Aspergillaceae, Thermoascaceae și Trichocomaceae.

## Genuri
- Aspergillus
- Byssochlamys
- Capsulotheca
- Chaetosartorya
- Chaetotheca
- Chromocleista
- Citromyces
- Cristaspora
- Dendrosphaera
- Dichlaena
- Dichotomomyces
- Edyuillia
- Emericella
- Erythrogymnotheca
- Eupenicillium
- Eurotium
- Fennellia
- Hamigera
- Hemicarpenteles
- Neocarpenteles
- Neopetromyces
- Neosartorya
- Paecilomyces
- Penicilliopsis
- Penicillium
- Petromyces
- Phialosimplex
- Rasamsonia
- Sagenoma
- Sagenomella
- Sclerocleista
- Sphaeromyces
- Stilbodendron
- Talaromyces
- Thermoascus
- Torulomyces[2][3]
- Trichocoma
- Warcupiella